# 魔界戰記7
《魔界戰記7》（官方译为）是由日本一軟體製作與發行的戰略角色扮演遊戲，於2023年1月26日在任天堂Switch、PlayStation 4、PlayStation 5平台發售。作為魔界戰記系列的第七款主要作品，也是本系列發行20周年紀念作品。
本作繼承了前作《魔界戰記6》的3D遊戲畫面，並新增角色巨大化並一口氣消滅敵方的超弩級（最魔弩德卡）系統。

## 登場角色

### 主要角色
富士（聲優：石川界人）
集外道&守財奴&怠惰於一身的惡魔性格，非常討厭人情義理，一旦感知人類的愛情、友情與同情並受影響也承受不了甚至會面露猙獰、吐血暈倒。
皮莉莉卡（聲優：新田日和）
精通日之本各常識的宅女也是有錢大小姐，性格非常善良，時常以超性善說來說服他人不作惡事，被稱為「超・性善說主義者」。
小青（聲優：今泉りおな）
稱富士為“父親大人”的年幼少女，在富士面前如小孩般撒嬌的一面，但富士以外的人物是絕不寬待，尤其妨礙自己的礙事者以極端手段來破壞一切。
威康（聲優：寺島拓篤）
大穢戶幕府的傀儡將軍，性格既膽小懦弱又自戀，喜好女人，經常花錢請舞妓天天舉辦宴會度日。
雖是傀儡將軍，但擁有被始祖七武器「神杖・說革天下」選上的才智。
襲烽（聲優：北川里奈）
日之本魔界有名的「界盜義賊鼠★少女」，是個喜好火藥與武具的達人。
有目睹武具和爆炸，或聞到火藥的味道就會人格驟變。長時間沒聞到火藥味就會渾身不舒服。
翠船（聲優：河瀨茉希）
擔任幕腐的重鎮要員「預知奉行」，全身是機械改造的少年。
活用其機械身體，使戰鬥能力之高，情報收集能力也十分優秀。
平時的說話語氣就像機器人一樣平淡，有時卻也會童言童語，展現如外貌般的一面。
彼岸絕勝齋（聲優：近藤唯）
繼承日之本最強劍豪「絕勝齋」名稱的女性，是教導富士的劍術老師。
富士形容她是「日之本最強、最無情、最凶狠也最邪惡的劍士。」
一用劍就會因為太強而打不起來，因此目前正在鑽研長槍。

### 其他角色
魔提督歐普納（聲優：堀內賢雄）
軍事組織「界軍」的領導，並率領軍隊佔領日之本魔界，徹底改變日之本魔界獨有的人情義理與武士道精神，擁有始祖七武器之一的「神泉」。
妮特菈（聲優：白雪巴）
溫文儒雅的天使，遭幕腐襲擊時被富士解救。至於天使為什麼會在魔界？她的目的是甚麼也無從得知。
小畢（聲優：堀內賢雄）
服侍皮莉莉卡的普利尼特別秘書。

### 泛用角色
本作追加了前作未登場的45位泛用角色（包含僅於《魔界戰記3》登場的女槍手與男弓箭手、《魔界戰記2》和《魔界戰記3》登場的男武士、前三作登場但缺席《魔界戰記D2》的男重騎士、由原田雄一繪製新立繪與頭像的初代《魔界戰記》登場的男盜賊）。

### DLC角色
於DLC劇情登場的歷代系列角色，但DLC劇情登場角色順序不照系列慣例的歷代發行日，並採混合搭配。
2024年7月25日，新增DLC劇本「界援隊篇」，故事講述本篇完結後富士一行為解決「魔改神器」留下的問題，並出發前往各世界和歷代系列角色互動。
《魔界戰記》
拉哈爾（聲優：水橋香織）
艾特娜（聲優：半場友惠）
芙蓉（聲優：笹本優子）
《魔界戰記D2》
拉哈爾醬（聲優：水橋香織）
西西莉（聲優：石原夏織）
《魔界戰記2》
亞戴爾（聲優：綠川光）
羅薩琳特（聲優：田村由加莉）
阿克塔雷（聲優：檜山修之）
《魔界戰記3》
瑪歐（聲優：平田宏美）
拉茲貝莉兒（聲優：齋藤千和）
《魔界戰記4》
瓦爾巴特傑（聲優：鈴木達央）
芬里希（聲優：羽多野涉）
阿爾蒂娜（聲優：喜多村英梨）
風祭風花（聲優：三森鈴子）
死亡子（聲優：水野愛日）
《魔界戰記5》
奇力亞（聲優：宮野真守）
雪拉菲娜（聲優：布萊德庫特·莎拉·惠美）
兔兔莉雅（聲優：明坂聰美）
《魔界戰記6》
傑特（聲優：笹島薰）
畢可（聲優：小原莉子）
米洛笛雅（聲優：七海心）

## 外部連結
- 官方网站：日文版、中文版